# Шеврёй, Жак дю
Жак дю Шеврёй (фр. Jacques du Chevreuil; 1595 год, Carquebut — 30 декабря 1649 год, Париж) — французский учёный.
Был профессором и синдиком парижского университета.

## Труды
Напечатал много трудов на латинском языке под именем Capreolus (с лат. — «косуля», фр. шеврёй):
- «Jesuitica», три речи против иезуитов;
- «De sphaera» (Париж, 1623—29 и 1640);
- «Tractatus de syllogismo» (1645);
- «Disceptatio de anima hominis» (1647);
- «Dissertatio de libero arbitrio» (1649);
- «De demonstratione magnitudinis in punito»;
- Вместе с Пьером Паде́ (Pierre Padet) издал «Déclinaisons grecques arrangées avec le latin pour la commodité des enfants» (1649).